# 溫玄燁
溫玄燁（2004年11月22日—），臺灣童星，彬彬家族長子，藝名小小彬，因父親崇拜康熙皇帝，故取名為「玄燁」。
2歲時，以客串台視重拍的《星星知我心2007》出道。
2009年，偶像劇《下一站，幸福》飾演「梁曉樂」，可愛又精湛的演技令他一炮而紅，尤其以哭戲最為擅長，代言活動不斷。在5歲時，高人氣的他與曾國城搭檔參與節目主持《小孩很忙》，節目播出一年。
上小學後，小小彬以課業為主，戲劇活動代言減少，僅利用寒暑假課餘時間接戲露面。
溫玄燁之父是曾於1983年以連續劇《星星知我心》走紅的台灣童星温兆宇，暱稱「小彬彬」。溫玄燁亦有個童星弟弟溫玄煜，暱稱「迷你彬」。還有一個同父異母弟弟，暱稱「萌萌彬」。
2023年9月小小彬考上淡江大學法語學系。

## 演出作品

### 電視劇
| 撥出年份 | 電視台           | 劇名                     | 角色             |
| 2007年   | 台視             | 星星知我心2007           | 梁齊瑞           |
| 2008年   |                  | 愛在日月潭               | 拓拓             |
| 2009年   | 華視             | 開封有個包青天           |                  |
| 2009年   | 大愛             | 警察先生                 | 周大正           |
| 2009年   | 台視、三立都會台 | 下一站，幸福             | 梁曉樂（任曉樂） |
| 2010年   | 中視、八大綜合台 | 就想賴著妳               | 項昱霆           |
| 2010年   | 台視、三立都會台 | 偷心大聖PS男             | 小陀螺 / 江宇凱  |
| 2011年   | 中視、八大綜合台 | 美樂加油                 | 郭小志           |
| 2013年   | 東森幼幼台       | 萌學園五異界對決         | 小小彬           |
| 2014年   | 樂視網           | 光環之后                 | 小小彬           |
| 2014年   | 華視             | 巷弄裡的那家書店         | 小八             |
| 2015年   | 土豆網           | 孤獨的美食家             | 小小彬           |
| 2016年   | 中华人民共和国   | 養個孩子不容易           | 馬大頭           |
| 2020年   | 中华人民共和国   | 幸運兔精靈（2011年拍攝） | 牛豆豆           |

### 電影
| 上映日期                    | 片名                        | 角色   | 導演           | 備註                                  |
| 2010年                      | 小孩.狗                     | 彬彬   |                | 電視電影 新加坡U頻道                  |
| 2010年12月3日 2011年1月26日 | 大笑江湖                    | 小吳迪 | 朱延平         | 票房：約8億新臺幣 票房：約141萬新臺幣 |
| 2012年1月20日 2012年1月23日 | 新天生一對                  | 彬彬   | 朱延平         | 票房：約3500萬新臺幣                  |
| 2012年8月17日 2012年9月13日 | 犀利人妻最終回：幸福男·不難 | 郝壯壯 | 王珮華、王仁里 | 票房：約1億5000萬新臺幣               |
| 2013年                      | 黑道上錯身                  | 小卷   |                | 電視電影 緯來電影台                   |
| 2015年1月31日               | 寶貝，對不起                | 小小彬 |                | 真人實境秀                            |
| 2016年11月10日              | 貧窮富爸爸                  | 李之   | 張堅庭         | 票房：                                |

### 短劇
2013年
- 東方衛視新春賀歲短劇《我的父母是極品》，飾 郝連會，合作演員：Ella、狄志杰、王自健、林海

### 微電影
- 新加坡聖淘沙名勝世界宣傳微電影《邱比特的幸福世界》，飾 吳孟宇，合作演員：立威廉、許瑋甯

2014年
- 微電影《校園瘋雲》，合作演員：林柏宏

## 出版作品
2015年
- 跟著彬彬家族 走跳新北文山農場 （页面存档备份，存于）.自由時報.2015-08-18

## 音樂作品
- 2013年 劉子千專輯《都是愛》中的靈感水（合唱）

## 主持作品
- 緯來綜合台《小孩很忙》，與曾國城主持（2010年5月－2011年5月）
- 華視《綜藝大國民》（HELLO！國民小學）助教

## 曾獲獎項

### 2010年
- 最亮眼B咖（三立完全娛樂）
- 獲頒臺灣新竹縣寶山模範鄉民
- 2010年「Yahoo!奇摩搜尋人氣大獎」－爆紅人氣男藝人

## 外部連結
- Benny小小彬的新浪微博
- 小小彬(溫玄燁)的Facebook專頁
- Google+ 小小彬 （页面存档备份，存于）
- 溫玄燁在互联网电影资料库（IMDb）上的資料（英文）
- 溫玄燁在香港影庫上的簡介
- 溫玄燁在豆瓣上的资料（简体中文）
- 溫玄燁在时光网上的簡介（简体中文）